# ФК «Черноморец» Одесса в еврокубках
Ниже приведён список всех матчей футбольного клуба «Черноморец» (Одесса) в турнирах под эгидой УЕФА. «Черноморец» принимает участие в матчах еврокубков с 1975 года. Команда неоднократно принимала участие в матчах Кубка обладателей кубков УЕФА, Кубка Интертото УЕФА, Кубка УЕФА и Лиги Европы УЕФА. Всего было сыграно пятьдесят матчей против команд из двадцати стран. Единственная команда, с которой «моряки» два раза пересекались в еврокубках — это французский «Ланс» (сезоны 1995/96, 2007/08). Наибольшее число игр «Черноморец» провёл с представителями Франции — 8 матчей.

## Статистика выступлений
После сезона 2014/2015
Сокращения:
И — проведено игр, В — выигрыши, Н — ничьи, П — проигрыши, МЗ — мячей забито, МП — мячей пропущено, РМ — разниця маячей

### Статистика по матчам
| Турнир                        | Участия | И  | В  | Н  | П  | МЗ | МП | РМ |
| ----------------------------- | ------- | -- | -- | -- | -- | -- | -- | -- |
| Кубок обладателей кубков УЕФА | 2       | 6  | 4  | 0  | 2  | 14 | 7  | +7 |
| Кубок УЕФА                    | 6       | 24 | 7  | 7  | 10 | 24 | 29 | -5 |
| Лига Европы УЕФА              | 2       | 16 | 6  | 4  | 6  | 13 | 13 | 0  |
| Кубок Интертото               | 1       | 4  | 2  | 1  | 1  | 7  | 5  | +2 |
| Всего                         | 11      | 50 | 19 | 12 | 19 | 58 | 54 | +4 |

### Статистика по тренерам
| Главный тренер    | Участия | И  | В  | Н  | П  | МЗ | МП | РМ |
| ----------------- | ------- | -- | -- | -- | -- | -- | -- | -- |
| Ахмед Алескеров   | 1       | 2  | 1  | 0  | 1  | 1  | 3  | -2 |
| Виктор Прокопенко | 3       | 12 | 5  | 2  | 5  | 22 | 14 | +8 |
| Леонид Буряк      | 3       | 12 | 5  | 3  | 4  | 13 | 14 | -1 |
| Семён Альтман     | 1       | 4  | 0  | 2  | 2  | 2  | 5  | -3 |
| Виталий Шевченко  | 1       | 4  | 2  | 1  | 1  | 7  | 5  | +2 |
| Роман Григорчук   | 2       | 16 | 6  | 4  | 6  | 13 | 13 | 0  |
| Всего             | 11      | 50 | 19 | 12 | 19 | 58 | 54 | +4 |

### Статистика по странам
| Страна / Команда     | И  | В  | Н  | П  | МЗ (ПП) | МП (ПП) | РМ (ПП) | Сезоны  |
| -------------------- | -- | -- | -- | -- | ------- | ------- | ------- | ------- |
| АЛБАНИЯ              | 2  | 1  | 0  | 1  | 1 (7)   | 1 (6)   | 0 (+1)  |         |
| «Скендербеу» (Корча) | 2  | 1  | 0  | 1  | 1 (7)   | 1 (6)   | 0 (+1)  | 2013/14 |
| БЕЛАРУСЬ             | 2  | 2  | 0  | 0  | 6       | 2       | +4      |         |
| Болгария             | 2  | 0  | 1  | 1  | 1       | 2       | -1      |         |
| Греция               | 2  | 1  | 0  | 1  | 1       | 3       | -2      |         |
| Израиль              | 2  | 0  | 0  | 2  | 1       | 4       | -3      |         |
| Испания              | 2  | 0  | 1  | 1  | 1       | 2       | -1      |         |
| Италия               | 2  | 1  | 0  | 1  | 1       | 3       | -2      |         |
| Лихтенштейн          | 2  | 2  | 0  | 0  | 12      | 1       | +11     |         |
| Мальта               | 2  | 2  | 0  | 0  | 7       | 2       | +5      |         |
| Молдова              | 2  | 1  | 0  | 1  | 3       | 2       | +1      |         |
| Нидерланды           | 2  | 1  | 0  | 1  | 1       | 2       | -1      |         |
| Германия             | 2  | 1  | 0  | 1  | 4       | 4       | 0       |         |
| Норвегия             | 2  | 1  | 0  | 1  | 4       | 3       | +1      |         |
| Польша               | 4  | 1  | 2  | 1  | 2 (6)   | 2 (5)   | 0 (+1)  |         |
| Румыния              | 2  | 0  | 1  | 1  | 0       | 2       | -2      |         |
| Сербия               | 2  | 1  | 1  | 0  | 3       | 1       | +2      |         |
| Финляндия            | 2  | 1  | 1  | 0  | 4       | 2       | +2      |         |
| Франция              | 8  | 0  | 4  | 4  | 1       | 9       | -8      |         |
| Хорватия             | 4  | 2  | 1  | 1  | 4       | 4       | +0      |         |
| Швейцария            | 2  | 1  | 0  | 1  | 1       | 3       | -2      |         |
| Всего                | 50 | 19 | 12 | 19 | 58 (13) | 54 (11) | +4 (+2) |         |

## СССР(сезоны 1965/66[2]—1991/92 гг.)

### Сезон 1975/1976
«Черноморец» Одесса (3-e место в чемпионате СССР 1974 г.)

1/32 финала Kубкa УЕФА
| 17 сентября 1975 г. 1-й матч | «Черноморец» (Одесса, СССР)    | 1:0 протокол (англ.)    | «Лацио» (Рим, Италия)                                 | СССР, Одесса                                                               |
| | · Шевченко 41' · Дорошенко 33′ | отчёт 1 отчёт 2 отчёт 3 | · Петрелли 29' · Киналья 60' · Пуличчи 82' · Уилсон ? | Стадион: Центральный стадион ЧМП Зрителей: 50 000 Судья: Э. Дилек (Турция) |
| «Черноморец» (Одесса, СССР): Дегтярёв, Нечаев , Лещук, Логвиненко 40' (Устимчик 40'), Сапельняк, Рыбак, Сапожников, Плоскина, Али-Заде 69' (Зубков 69'), Дорошенко, Шевченко · Остались в запасе: Жекю, Полищук, Родионов, Михайлов, Фейдман, Давыдов · «Лацио» (Рим, Италия): Пуличи, Аммониачи, Петрелли, Уилсон, Гедин, Мартини, Феррари 53' (Джордано 53'), Бриньяни 65' (Агостинелли 65'), Киналья , Д'Амико, Бадиани · Остались в запасе: Мориджи, Ре Чеккони, Гарласкелли, Лопес, Борго, Полентес |                                |                         |                                                       |                                                                            |

| 1 октября 1975 г. 2-й матч | «Лацио» (Рим, Италия)                                                                        | 3:0 д.в. протокол (англ.) | «Черноморец» (Одесса, СССР)                              | Италия, Рим                                                       |
| | Киналья 89′ (пен.) 102′ 120′ · Петрелли 32' · Аммониачи 38' · Гарласкелли 105' · Вилсон 107' | отчёт 1 отчёт 2 отчёт 3   | · Рыбак 3' · Дорошенко 35' · Шевченко 38' · Дегтярёв 70' | Стадион: Олимпико Зрителей: 47 000 Судья: Карой Палотаи (Венгрия) |
| «Лацио» (Рим, Италия): Пуличи, Аммониачи, Мартини, Вилсон, Петрелли 84' (Полентес 84'), Ре Чеккони, Феррари 63' (Гарласкелли 63'), Бриньяни, Киналья , Бадиани, Джордано · Остались в запасе: Мориджи, Д'Амико, Лопес, Борго, Гедин · «Черноморец» (Одесса, СССР): Дегтярёв, Нечаев , Лещук, Логвиненко 65' (Сапельняк 65'), Рыбак, Полищук, Сапожников 89' (Михайлов 89'), Устимчик, Макаров, Дорошенко, Шевченко · Остались в запасе: Жекю, Родионов, Фейдман, Давыдов, Плоскина, Али-Заде |                                                                                              |                           |                                                          |                                                                   |

### Сезон 1985/1986
«Черноморец» Одесса (4-e место в чемпионате СССР 1984 г.)

1/32 финала Kубкa УЕФА
| 18 сентября 1985 г. / среда 1-й матч | «Черноморец» (Одесса, СССР)               | 2:1 протокол | «Вердер» (Бремен, ФРГ) | СССР, Одесса                                                                |
| 17:00 | Юрченко 13′ · Щербаков 42′ · Савельев 44' | отчёт        | Майер 48′ · Сидка 70'  | Стадион: Центральный стадион ЧМП Зрителей: 40 900 Судья: Э. Хале (Норвегия) |
| «Черноморец» (Одесса, СССР): Гришко, Романчук, Ковач, Ищак, Плоскина , Савельев 60' (Шарий 60'), Спицын, Щербаков, Пасулько, Юрченко 82' (Жарков 82'), Морозов · Остались в запасе: Чистов, Финк, Наконечный · «Вердер» (Бремен, ФРГ): Бурденски, Шааф, Окудера, Кутцоп, Пеццай, Рулендер, Сидка, Вотава, Фёллер , Нойбарт, Майер · Остались в запасе: Функ, Вольтер, Зауд, Норушат, Орденевиц |                                           |              |                        |                                                                             |

| 2 октября 1985 г. / среда 2-й матч | «Вердер» (Бремен, ФРГ)                                         | 3:2 протокол | «Черноморец» (Одесса, СССР)                                             | ФРГ, Бремен                                                           |
| 20:00 | Кутцоп 10′ · Пеццай 49′ · Нойбарт 73′ · Пеццай 20' · Майер 88' | отчёт видео  | Пасулько 25′ · Морозов 47′ · Романчук 21' · Пасулько 33' · Савельев 48' | Стадион: Везерштадион Зрителей: 31 000 Судья: Д. Маккинли (Шотландия) |
| «Вердер» (Бремен, ФРГ): Бурденски , Шааф 74' (Норушат 74'), Окудера, Кутцоп, Пеццай, Вольтер, Сидка, Вотава, Орденевиц, Нойбарт, Майер · Остались в запасе: Функ, Зауэр, Айльтс, Клобке · «Черноморец» (Одесса, СССР): Гришко, Романчук, Ковач, Ищак, Плоскина , Савельев, Спицын, Щербаков, Пасулько, Юрченко 63' (Наконечный 63'), Морозов · Остались в запасе: Чистов, Жарков, Финк, Шарий |                                                                |              |                                                                         |                                                                       |

1/16 финала Kубкa УЕФА
| 23 октября 1985 г. / среда 1-й матч | «Реал» (Мадрид, Испания)     | 2:1 протокол                          | «Черноморец» (Одесса, СССР) | Испания, Мадрид                                                       |
| 21:00 +16°C | · Гордильо 1′ · Вальдано 71′ | отчёт 1 отчёт 2 видео (1т) видео (2т) | · Багапов 6′ · Багапов 8'   | Стадион: Сантьяго Бернабеу Зрителей: 75 000 Судья: С. Хеккет (Англия) |
| «Реал» (Мадрид, Испания): Очаторена, Чендо, Камачо , Маседа, Санчис, Гордильо, Бутрагеньо, Мичел, У. Санчес, Гальего 18' (Сантильяна 18'), Вальдано · Остались в запасе: ? · «Черноморец» (Одесса, СССР): Гришко, Романчук, Ковач, Ищак, Плоскина , Наконечный, Спицын 4' (Багапов 4'), Щербаков 67' (Хлус 67'), Пасулько, Юрченко, Морозов · Остались в запасе: Чистов, Скрипник, Финк |                              |                                       |                             |                                                                       |

| 6 ноября 1985 г. / среда 2-й матч | «Черноморец» (Одесса, СССР) | 0:0 протокол    | «Реал» (Мадрид, Испания)               | СССР, Одесса                                                                  |
| 15:00 |                             | отчёт 1 отчёт 2 | Санчис 17' · У. Санчес 25' · Чендо 76' | Стадион: Центральный стадион ЧМП Зрителей: 41 533 Судья: У. Эрикссон (Швеция) |
| «Черноморец» (Одесса, СССР): Гришко, Романчук, Ковач, Ищак, Плоскина , Спицын, Багапов 60' (Наконечный 60'), Щербаков, Пасулько, Юрченко, Финк 46' (Морозов 46') · Остались в запасе: Хлус, Скрипник, Чистов · «Реал» (Мадрид, Испания): Очаторена, Чендо, Камачо , Маседа, Санчис, Гордильо, Бутрагеньо 88' (Васкес 88'), Мичел, У. Санчес, Гальего 80' (Сальгеро 80'), Вальдано · Остались в запасе: Родригес, Сантильяна, Чоло |                             |                 |                                        |                                                                               |

### Сезон 1990/1991
«Черноморец» Одесса (6-e место в чемпионате СССР 1989 г.)

1/32 финала Kубкa УЕФА
| 19 сентября 1990 г. / среда 1-й матч | «Черноморец» (Одесса, СССР)                 | 3:1 протокол (англ.)          | «Русенборг» (Тронхейм, Норвегия) | СССР, Одесса                                                                    |
| 19:00 +13°C | · Цымбаларь 3′ · Гецко 48′ · Кондратьев 58′ | отчёт 1 отчёт 2 отчёт 3 видео | · Сёрлот 78′ (пен.)              | Стадион: Центральный стадион ЧМП Зрителей: 17 500 Судья: С. Хаджистефану (Кипр) |
| «Черноморец» (Одесса, СССР): Гришко, Ю. Никифоров, Шелепницкий, Ищак , Пучков 70' (С. Кузнецов 70'), Спицын, Цымбаларь, Гецко, Третьяк, Кондратьев, Ерёмин 88' (Королянчук 88') · Остались в запасе: Кулиш, Гусев, Крапивкин · Главный тренер: Виктор Прокопенко · «Русенборг» (Тронхейм, Норвегия): Ризе, Хазби, Соллид, Эгген, Хенриксен, Ингебридсен, Брандхауг, Е. Берг, Странд, Сёрлот, Якобсен · Остались в запасе: Олсен, Нордли, Р. Берг, Брагстад |                                             |                               |                                  |                                                                                 |

| 3 октября 1990 г. / среда 2-й матч | «Русенборг» (Тронхейм, Норвегия) | 2:1 протокол (англ.)          | «Черноморец» (Одесса, СССР)               | Норвегия, Тронхейм                                                |
| 19:00 +9°C | · Якобсен 28′ · Соллид 74′       | отчёт 1 отчёт 2 отчёт 3 видео | · Шелепницкий 39′ · Пучков 60' · Ищак 71' | Стадион: «Леркендал» Зрителей: 14 410 Судья: X. Лундгрен (Швеция) |
| «Русенборг» (Тронхейм, Норвегия): Ризе, Хазби 68' (Странд 68'), Соллид, Эгген, Хенриксен, Ингебридсен, Брандхауг , E. Берг, Леккен, Сёрлот, Якобсен · Остались в запасе: Олсен, Нордли, Р. Берг · «Черноморец» (Одесса, СССР): Гришко, Ю. Никифоров, Шелепницкий, Ищак , Пучков, Спицын, Цымбаларь, Гецко, Третьяк, Кондратьев, Гусев 83' (Ерёмин 83', 90' Кулиш 90') · Остались в запасе: Кузнецов, Королянчук, Крапивкин · Главный тренер: Виктор Прокопенко |                                  |                               |                                           |                                                                   |

1/16 финала Kубкa УЕФА
| 24 октября 1990 г. / среда 1-й матч | «Черноморец» (Одесса, СССР) | 0:0 протокол (фр.)            | «Монако»                         | СССР, Одесса                                                                     |
| 17:00 +10°C | · Пучков 32'                | отчёт 1 отчёт 2 отчёт 3 видео | · Пюэль 44' · Веа 50' · Пети 65' | Стадион: Центральный стадион ЧМП Зрителей: 27 500 Судья: А. Константин (Бельгия) |
| «Черноморец» (Одесса, СССР): Гришко, С. Кузнецов, Шелепницкий, Ищак , Пучков, Телесненко, Цымбаларь, Гецко 68' (Королянчук 68'), Третьяк, Кондратьев, Гусев 78' (А. Никифоров 78') · Остались в запасе: Ерёмин, Кулиш, Красножон · Главный тренер: Виктор Прокопенко · «Монако»: Эттори , Валери, Сонор, Пети, Созе, Пюэль, Барруш 75' (Бижота 75'), Диб, Веа 81' (Клеман 81'), Диас, Пасси · Остались в запасе: Ферадже, Менди, Хьюджес · Главный тренер: Арсен Венгер |                             |                               |                                  |                                                                                  |

| 7 ноября 1990 г. / среда 2-й матч | «Монако» (Монако)    | 1:0 протокол (англ.)          | «Черноморец» (Одесса, СССР) | Монако, Фонвьей                                              |
| 19:15 +12°C | · Веа 14′ · Диас 50' | отчёт 1 отчёт 2 отчёт 3 видео | · Телесненко 85'            | Стадион: «Луи II» Зрителей: 5 000 Судья: K. Хоуп (Шотландия) |
| «Монако» (Монако): Эттори , Валери, Сонор, Пети, Менди, Диб, Барруш, Созе, Веа 82' (Клеман 82'), Диас 72' (Бижота 72'), Пасси · Остались в запасе: Блондо, Гарсия, Юг · Главный тренер: Арсен Венгер · «Черноморец» (Одесса, СССР): Гришко, Ю. Никифоров, Шелепницкий, Ищак 74' (Кулиш 74'), Третьяк, Спицын, Цымбаларь, Гецко, Телесненко, Гусев 71' (Королянчук 71'), Савельев · Остались в запасе: С. Кузнецов, А. Никифоров, Красножон · Главный тренер: Виктор Прокопенко |                      |                               |                             |                                                              |

## Украинa(с сезона 1992/93 гг.)

### Сезон 1992/1993
- «Черноморец» Oдессa (обладатель Кубка Украины 1992 г.)
  - Предварительный раунд Kубкa обладателей кубков
    - 19.08.1992 «Вадуц» (Вадуц, Лихтенштейн) — «Черноморец» (Oдессa, Украинa) 0:5 (Цымбаларь 44, Лебедь 47, Сак 55, Гусев 82, 84)
    - 02.09.1992 «Черноморец» (Oдессa, Украинa) — «Вадуц» (Вадуц, Лихтенштейн) 7:1 (Никифоров 7, 49-пен., 79, 89, Яблонский 21, Цымбаларь 25, Лебедь 78 — Штёбер 85)

  - 1/16 финала Kубкa обладателей кубков
    - 17.09.1992 «Олимпиакос» (Пирей, Греция) — «Черноморец» (Oдессa, Украинa) 0:1 (Сак 4)
    - 30.09.1992 «Черноморец» (Oдессa, Украинa) — «Олимпиакос» (Пирей, Греция) 0:3 (Вайцис 15, Литовченко 26, Протасов 81)

### Сезон 1994/1995
- «Черноморец» (Oдессa) (обладатель Кубка Украины сезона 1993-94 гг.)
  - 1/16 финала Kубкa обладателей кубков
    - 15.09.1994 «Грассхопперc» (Цюрих, Швейцария) — «Черноморец» (Oдессa, Украинa) 3:0 (Биккель 41, Коллер 51, Сюбиа 84)
    - 29.09.1994 «Черноморец» (Oдессa, Украинa) — «Грассхопперc» (Цюрих, Швейцария) 1:0 (Гусейнов 9)

### Сезон 1995/1996
- «Черноморец» (Oдессa) (2-е место в Чемпионате Украины сезона 1994-95 гг.)
  - Предварительный раунд Kубкa УЕФА
    - 08.08.1995 «Хибернианс» (Паола, Мальта) — «Черноморец» (Oдессa, Украинa) 2:5 (Лоуренс 28, Султана 87 — Гусейнов 14, Гашкин 23, Мусолитин 39, 53, Кардаш 49)
    - 22.08.1995 «Черноморец» (Oдессa, Украинa) — «Хибернианс» (Паола, Мальта) 2:0 (Козакевич 34, Мусолитин 77)

  - 1/32 финала Kубкa УЕФА
    - 12.09.1995 «Черноморец» (Oдессa, Украинa) — «Видзев» (Лодзь, Польша) 1:0 (Козакевич 87). На 90-й минуте Парфёнов («Черноморец») не реализовал пенальти.
    - 26.09.1995 «Видзев» (Лодзь, Польша) — «Черноморец» (Oдессa, Украинa) 1:0 (Михальчук 81). Серия пенальти — 5:6

  - 1/16 финала Kубкa УЕФА
    - 17.10.1995 «Черноморец» (Oдессa, Украинa) — «Ланс» (Ланс, Франция) 0:0
    - 01.11.1995 «Ланс» (Ланс, Франция) — «Черноморец» (Oдессa, Украинa) 4:0 (Мейру 14, Верель 19, Дею 25, Фоэ 78)

### Сезон 1996/1997
- «Черноморец» (Oдессa) (2-е место в Чемпионате Украины сезона 1995-96 гг.)
  - Квалификационный раунд Kубкa УЕФА
    - 06.08.1996 ХИК (Хельсинки, Финляндия) — «Черноморец» (Oдессa, Украинa) 2:2 (Лехкосуо 56, Лехтинен 65 — Мизин 35, Мусолитин 44)
    - 20.08.1996 «Черноморец» (Oдессa, Украинa) — ХИК (Хельсинки, Финляндия) 2:0 (Чумаченко 65, Мизин 67)

  - 1/32 финала Kубкa УЕФА
    - 10.09.1996 «Черноморец» (Oдессa, Украинa) — «Национал» (Бухарест, Румыния) 0:0
    - 24.09.1996 «Национал» (Бухарест, Румыния) — «Черноморец» (Oдессa, Украинa) 2:0 (Моисеску 48, Никулеску 57)

### Сезон 2006/2007
- «Черноморец» Одесса (3-е место в чемпионате Украины сезона 2005-06 гг.)
  - 2-й квалификационный раунд Kубкa УЕФА
    - 10.08.2006 «Черноморец» (Oдессa, Украинa) — «Висла» (Плоцк, Польша) 0:0
    - 24.08.2006 «Висла» (Плоцк, Польша) — «Черноморец» (Oдессa, Украинa) 1:1 (Геворгян 61 — Шищенко 31)

  - 1-й раунд Kубкa УЕФА
    - 14.09.2006 «Черноморец» (Oдессa, Украинa) — «Хапоэль» (Тель-Авив, Израиль) 0:1 (Де Бруно 74)
    - 28.09.2006 «Хапоэль» (Тель-Авив, Израиль) — «Черноморец» (Oдессa, Украинa) 3:1 (Тоем 24, Барда 73, Де Бруно 88 — Нижегородов 82)

### Сезон 2007/2008
- «Черноморец» Одесса (6-е место в чемпионате Украины сезона 2006-07 гг.)
  - 2-й раунд Кубка Интертото УЕФА
    - 07.07.2007 «Черноморец» (Oдессa, Украинa) — «Шахтёр» (Солигорск, Беларусь) 4:2 (Бугаев 13, 68, 89, Венглинский 18 — Риос 14, Мартинович 80)
    - 15.07.2007 «Шахтёр» (Солигорск, Беларусь) — «Черноморец» (Oдессa, Украинa) 0:2 (Полтавец 27-пен., Гришко 64)

  - 3-й раунд Кубка Интертото УЕФА
    - 21.07.2007 «Черноморец» (Oдессa, Украинa) — «Ланс» (Ланс, Франция) 0:0
    - 28.07.2007 «Ланс» (Ланс, Франция) — «Черноморец» (Oдессa, Украинa) 3:1 (Кулибали 18, Акале 40, 73 — Венглинский 11)

### Сезон 2013/2014
- «Черноморец» Одесса (финалист кубка Украины сезона 2012-13 гг.)

#### Квалификация
2-й квалификационный раунд Лиги Европы УЕФА
| 18 июля 2013 г. / четверг 1-й матч | «Черноморец» (Одесса, Украина) | 2:0 протокол | «Дачия» (Кишинёв, Молдова)    | Украина, Одесса                                                 |
| 21:00 | Гай 46′ · Антонов 90′          | отчёт        | · Илеску 82' · Драговозов 89' | Стадион: «Черноморец» Зрителей: 20 230 Судья: Майк Дин (Англия) |
| «Черноморец» (Одесса, Украина): Безотосный , Бобко, Фонтанельо, Бергер, Кутас, К. Ковальчук, Гай, Джа Джедже, Бакай 55' (Риера 65'), Антонов, Самодин · Остались в запасе: Паст, Сантана, Валеев, Приёмов, Диденко, Зубейко · «Дачия» (Кишинёв, Молдова): Матюхин , Посмак, Илеску, Соппо, Кркотич 53' (Одиа 53'), Михалев, Столеру 65' (Драговозов 65'), Огада, Овсянников, Камара 72' (Шевель 72'), Лапушенко · Остались в запасе: Мошняга, Орловский, Гроссу, Павлов |                                |              |                               |                                                                 |

| 25 июля 2013 г. / четверг 2-й матч | «Дачия» (Кишинёв, Молдова)                                                             | 2:1 протокол | «Черноморец» (Одесса, Украина)                     | Молдова, Кишинёв                                                      |
| 20:15 | Орловский 45′ · Орбу 64′ · Орловский 15' · Овсянников 52' · Кркотич 59' · Баракоев 79' | отчёт        | Гай 26′ · Сантана 23' · Джа Джедже 45' · Кутас 50' | Стадион: «Зимбру» Зрителей: 3 720 Судья: Сердар Гэзюбююк (Нидерланды) |
| «Дачия» (Кишинёв, Молдова): Матюхин , Посмак, Илеску, Орловский 50' (Павлов 50'), Соппо, Кркотич, Орбу 76' (Одия 76'), Михалев, Столеру 63' (Баракоев 63'), Огада, Овсянников · Остались в запасе: Мошняга, Камара, Касьян, Драговозов · «Черноморец» (Одесса, Украина): Безотосный , Сантана, Фонтанельо, Бергер, Кутас, Бобко, Гай 75' (Валеев 75'), Джа Джедже, Риера 46' (Бакай 46'), Антонов, Самодин 68' (Диденко 68') · Остались в запасе: Паст, П. Ковальчук, Вангели, Приёмов |                                                                                        |              |                                                    |                                                                       |

3-й квалификационный раунд Лиги Европы УЕФА
| 1 августа 2013 г. / четверг 1-й матч | «Черноморец» (Одесса, Украина)                  | 3:1 протокол | «Црвена Звезда» (Белград, Сербия)                      | Украина, Одесса                                                  |
| 19:15 | Риера 31′ · Джа Джедже 38′ · Антонов 78′ (пен.) | отчёт        | Савичевич 59′ · Вешович 20' · Лазич 48' · Касалица 54' | Стадион: «Черноморец» Зрителей: 28 862 Судья: Кен Хансен (Дания) |
| «Черноморец» (Одесса, Украина): Безотосный , Кутас, Бергер, Фонтанельо, Сантана 84' (Вангели 84'), К. Ковальчук, Бобко, Джа Джедже, Риера 82' (Приёмов 82'), Гай, Антонов 82' (Самодин 82') · Остались в запасе: Паст, П. Ковальчук, Валеев, Диденко · «Црвена Звезда» (Белград, Сербия): Байкович, Лазич, Мияйлович 45' (Младенович 45'), Крнета, Милияш , Печник 46' (Дауда 46'), Касалица 84' (Милунович 84'), Савичевич, Вешович, Нинкович, Ковачевич · Остались в запасе: Весич, Мартинович, Ахчин, Мирич |                                                 |              |                                                        |                                                                  |

| 8 августа 2013 г. / четверг 2-й матч | «Црвена Звезда» (Белград, Сербия)                         | 0:0 протокол | «Черноморец» (Одесса, Украина) | Сербия, Белград                                                            |
| 21:30 | Милияш 45' (пен., вратарь) · Мартинович 35' · Вешович 75' | отчёт        | · Кутас 45' · К. Ковальчук 54' | Стадион: «Црвена Звезда» Зрителей: 39 730 Судья: Артур Соареш (Португалия) |
| «Црвена Звезда» (Белград, Сербия): Байкович, Лазич, Младенович, Вешович, Мартинович, Милияш 46' (Касалица 46'), Печник, Савичевич 78' (Милунович 78'), Нинкович, Дауда 67' (Михайлович 67'), Ковачевич · Остались в запасе: Весич, Ненадич, Крнета, Мирич · «Черноморец» (Одесса, Украина): Безотосный , Бергер, Фонтанельо, Кутас, Сантана, К. Ковальчук, Бобко, Джа Джедже 69' (Приёмов 69'), Риера 89' (Зубейко 89'), Антонов, Самодин 80' (Диденко 80') · Остались в запасе: Паст, П. Ковальчук, Вангели, Валеев |                                                           |              |                                |                                                                            |

Плей-офф раунд Лиги Европы УЕФА
| 22 августа 2013 г. / четверг 1-й матч | «Черноморец» (Одесса, Украина) | 1:0 протокол | «Скендербеу» (Корча, Албания) | Украина, Одесса                                                         |
| 21:30 | Гай 75′                        | отчёт        | · Адемир 37'                  | Стадион: «Черноморец» Зрителей: 34 000 Судья: Анастасиос Какос (Греция) |
| «Черноморец» (Одесса, Украина): Безотосный , Кутас, Бергер, Фонтанельо, Сантана, К. Ковальчук, Гай, Джа Джедже 79' (Де Матос 79'), Риера, Антонов 84' (Диденко 84'), Самодин 73' (Приёмов 73') · Остались в запасе: Паст, П. Ковальчук, Вангели, Бобко · «Скендербеу» (Корча, Албания): Шехи , Арапи, Радаш, Гвозденович, Музака 71' (Абази 71'), Лиляй, Орелеси, Адемир, Нимага 65' (Фагу 65'), Томич 90' (Бицай 90'), Риба · Остались в запасе: Ляпаньи, Врапи, Димо, Морина |                                |              |                               |                                                                         |

| 29 августа 2013 г. / четверг 2-й матч | «Скендербеу» (Корча, Албания)                 | 1:0 (доп. вр.) (6:7 пен.)                                                                  | «Черноморец» (Одесса) | Албания, Тирана                                                                    |
| 21:00 | Риба 18′ · Радаш 49' · Лиляй 61' · Нимага 89' | протокол отчёт                                                                             | · Антонов 88'         | Стадион: «Кемаль Стафа» Зрителей: 8 000 Судья: Антонио Мигель Матеу Лаос (Испания) |
| | Пенальти                                      |                                                                                            |                       |                                                                                    |
| Шкемби · Радаш · Риба · Шехи · Гвозденович · Бицай · Лиляй · Орелесе · Нимага |                                               | Диденко · Фонтанельо · Кутас · Гай · Де Матос · Самодин · Сантана · К. Ковальчук · Приёмов |                       |                                                                                    |
| «Скендербеу» (Корча, Албания): Шехи, Адемир 65' (Бицай 65'), Гвозденович, Арапи, Радаш, Орелеси, Лиляй, Музака 85' (Нимага 85'), Шкемби , Морина 75' (Абази 75'), Риба · Остались в запасе: Ляпаньи, Томич, Фагу, Врапи · «Черноморец» (Одесса): Безотосный , Кутас, Бергер, Фонтанельо, Сантана, К. Ковальчук, Гай, Джа Джедже 79' (Приёмов 79'), Риера 36' (Де Матос 36'), Антонов 111' (Диденко 111'), Самодин · Остались в запасе: Паст, П. Ковальчук, Зубейко, Бобко |                                               |                                                                                            |                       |                                                                                    |

#### Групповой турнир
Групповой этап Лиги Европы УЕФА. Группа «В»
| 19 сентября 2013 г. / четверг 1-й матч | «Динамо» (Загреб, Хорватия) | 1:2 протокол | «Черноморец» (Одесса)        | Хорватия, Загреб                                                  |
| 20:00 | Фернандес 43′ · Шимунич 81' | отчёт        | Антонов 62′ · Джа Джедже 65′ | Стадион: «Максимир» Зрителей: 12 522 Судья: Хусейн Гечек (Турция) |
| «Динамо» (Загреб, Хорватия): Зеленика, Пинто, Адеми, Саммир, Фернандес, Памич 62' (Хусейнович 62'), Лима, Брозович 74' (Бекирай 74'), Чоп 86' (Халилович 86'), Шимунич , Шимунович · Остались в запасе: Сандомирски, Антолич, Пиварич, Саре · «Черноморец» (Одесса): Безотосный , Сантана, Фонтанельо, Бергер, Кутас, Гай, К. Ковальчук, Джа Джедже 69' (Бобко 69'), Приёмов, Де Матос 46' (Риера 46'), Антонов 85' (Самодин 85') · Остались в запасе: Паст, П. Ковальчук, Зубейко, Бакай |                             |              |                              |                                                                   |

Групповой этап Лиги Европы УЕФА. Группа «В»
| 3 октября 2013 г. / четверг 2-й матч | «Черноморец» (Одесса) | 0:2 протокол | ПСВ (Эйндховен, Нидерланды)                | Украина, Одесса                                                     |
| 22:05 | · Бергер 51'          | отчёт        | · Депай 13′ · Тойвонен 30' · Йозефзоон 88′ | Стадион: «Черноморец» Зрителей: 33 839 Судья: Лиран Лиани (Израиль) |
| «Черноморец» (Одесса): Безотосный , Бергер, К. Ковальчук, Гай 83' (Самодин 83'), Бобко, Бакай 56' (Де Матос 56'), Джа Джедже, Фонтанельо, Сантана, Антонов, Риера 83' (Приёмов 83') · Остались в запасе: Паст, П. Ковальчук, Диденко, Вангели · ПСВ (Эйндховен, Нидерланды): Тытонь, Брума, Махер 80' (Хильемарк 80'), Тойвонен, Схаарс , Локадия, Ариас, Виллемс, Баккали 73' (Йозефзоон 73'), Депай, Йоргенсен · Остались в запасе: Бертрамс, Хендрикс, Матавж, Бренет, Тамата |                       |              |                                            |                                                                     |

Групповой этап Лиги Европы УЕФА. Группа «В»
| 24 октября 2013 г. / четверг 3-й матч | «Черноморец» (Одесса)                  | 0:1 протокол | «Лудогорец» (Разград, Болгария)                                    | Украина, Одесса                                                          |
| 22:05 | · Бергер 44' · Диденко 88' · Риера 90' | отчёт        | Дяков 26' · Моци 33' · Златински 36' · Златински 45′ · Эшпинью 85' | Стадион: «Черноморец» Зрителей: 20 082 Судья: Александру Тудор (Румыния) |
| «Черноморец» (Одесса): Безотосный , Бергер, Приёмов 81' (Де Матос 81'), К. Ковальчук, Гай 46' (Джа Джедже 46'), Бобко, Фонтанельо, Сантана, Антонов 46' (Диденко 46'), Кутас, Риера · Остались в запасе: Паст, П. Ковальчук, Зубейко, Валеев · «Лудогорец» (Разград, Болгария): В. Стоянов, Барт, Кишада 69' (Эшпинью 69'), Дяков , Златински, Минев, Моци, И. Стоянов 63' (Абало 63'), Кайсара, Марселиньо 78' (Мишел 78'), Мисиджан · Остались в запасе: Чворович, Безьяк, Бургзорг, Шоко |                                        |              |                                                                    |                                                                          |

Групповой этап Лиги Европы УЕФА. Группа «В»
| 7 ноября 2013 г. / четверг 4-й матч | «Лудогорец» (Разград, Болгария) | 1:1 протокол | «Черноморец» (Одесса)      | Болгария, София                                                           |
| 20:00 | · Кишада 47′                    | отчёт        | · Гай 64′ · Джа Джедже 90' | Стадион: «Васил Левски» Зрителей: 8 000 Судья: Стефан Юханнессон (Швеция) |
| «Лудогорец» (Разград, Болгария): В. Стоянов , Барт, Минев, Моци, Кайсара, Александров 57' (И. Стоянов 57'), Эшпинью, Кишада 80' (Бургзорг 80'), Златински, Марселиньо 86' (Безьяк 86'), Мисиджан · Остались в запасе: Чворович, Шоко, Терзиев, Абало · «Черноморец» (Одесса): Безотосный , Сантана 59' (Де Матос 59'), Фонтанельо, Бергер, Кутас, Бобко, К. Ковальчук, Джа Джедже, Гай, Риера, Антонов 87' (Диденко 87') · Остались в запасе: Паст, П. Ковальчук, Приёмов, Зубейко, Валеев |                                 |              |                            |                                                                           |

Групповой этап Лиги Европы УЕФА. Группа «В»
| 28 ноября 2013 г. / четверг 5-й матч | «Черноморец» (Одесса)                    | 2:1 протокол | «Динамо» (Загреб, Хорватия)             | Украина, Одесса                                                        |
| 22:05 | · Бергер 45' · Антонов 78′ · Диденко 90′ | отчёт видео  | · Бечирай 20′ · Рукавина 50' · Лима 80' | Стадион: «Черноморец» Зрителей: 14 182 Судья: Феликс Цвайер (Германия) |
| «Черноморец» (Одесса): Безотосный , Бергер, К. Ковальчук, Гай, Бобко, Джа Джедже 74' (Диденко 74'), Фонтанельо, Зубейко, Антонов, Кутас 27' (Приёмов 27'), Риера 46' (Де Матос 46') · Остались в запасе: Паст, П. Ковальчук, Самодин, Бакай · «Динамо» (Загреб, Хорватия): Зеленика, Пинту 46' (Адеми 46'), Антолич, Эдди, Памич 76' (Брозович 76'), Бечирай, Лима, Леко , Рукавина, Шимунович, Халилович 64' (Фернандес 64') · Остались в запасе: Сандомерски, Чалушич, Саре, Чоп |                                          |              |                                         |                                                                        |

Групповой этап Лиги Европы УЕФА. Группа «В»
| 12 декабря 2013 г. / четверг 6-й матч | ПСВ (Эйндховен, Нидерланды) | 0:1 протокол | «Черноморец» (Одесса)                                                            | Нидерланды, Эйндховен                                                 |
| 19:00 +5°C | · Баккали 82' · Махер 87'   | отчёт видео  | · Фонтанельо 1' · Джа Джедже 59′ · К. Ковальчук 62' · Безотосный 85' · Риера 87' | Стадион: «Филипс» Зрителей: 13 000 Судья: Карлос Клос Гомес (Испания) |
| ПСВ (Эйндховен, Нидерланды): Зут, Йоргенсен, Рекик, Махер, Локадия, Ариас, Виллемс 66' (Пак 66'), Нарсингх 80' (Баккали 80'), Депай, Хильемарк 75' (Тойвонен 75'), Хендрикс · Остались в запасе: Тытонь, Йозефзоон, Бренет, Тамата · «Черноморец» (Одесса): Безотосный , П. Ковальчук, К. Ковальчук, Гай 79' (Диденко 79'), Бобко, Джа Джедже 81' (Де Матос 81'), Фонтанельо, Зубейко, Сантана, Антонов 90' (Кутас 90'), Риера · Остались в запасе: Паст, Приёмов, Самодин, Бакай |                             |              |                                                                                  |                                                                       |

#### Плей-офф
1/16 финала Лиги Европы УЕФА
| 20 февраля 2014 г. / четверг 1-й матч | «Черноморец» (Одесса) | 0:0 протокол | «Олимпик» (Лион, Франция) | Украина, Одесса                                                        |
| 20:00 +7°C | · Ребенок 73'         | отчёт видео  |                           | Стадион: «Черноморец» Зрителей: 28 456 Судья: Крейг Томсон (Шотландия) |
| «Черноморец» (Одесса): Паст, Бергер, Де Матос 66' (Ребенок 66'), К. Ковальчук, Гай 90' (Диденко 90'), Бобко, Джа Джедже 86' (Окриашвили 86'), Фонтанельо, Зубейко, Сантана, Антонов · Остались в запасе: Мартыщук, П. Ковальчук, Аржанов, Кутас · «Олимпик» (Лион, Франция): Веркутр, Зеффан, Коне, Бишевац , Ферри, Сарр, Мальбранк, Бриан 85' (Фекир 85'), Даник, Мвуэмба, Толиссо · Остались в запасе: Горжлен, Геззаль, Нжие, Бахлоули, Нгоума, Тсимба |                       |              |                           |                                                                        |

| 27 февраля 2014 г. / четверг 2-й матч | «Олимпик» (Лион, Франция)                | 1:0 протокол | «Черноморец» (Одесса)                           | Франция, Лион                                                                 |
| 21:00 +10°C | · Бедимо 41' · Гренье 74' · Ляказетт 80′ | отчёт видео  | · Зубейко 16' · Де Матос 45' · К. Ковальчук 63' | Стадион: «Стад Жерлан» Зрителей: 25 039 Судья: Александар Ставрев (Македония) |
| «Олимпик» (Лион, Франция): А. Лопеш, Бедимо, Бишевац, Фофана, М. Лопеш, Юмтити, Гренье , Ферри, Мальбранк 85' (Толиссо 85'), Ляказетт 86' (Коне 86'), Гомис 81' (Бриан 81') · Остались в запасе: Веркутр, Даник, Мвуэмба, Нжие · «Черноморец» (Одесса): Паст, Бергер, Фонтанельо, Сантана, Де Матос , К. Ковальчук 85' (Диденко 85'), Гай 89' (Окриашвили 89'), Бобко, Зубейко, Джа Джедже, Антонов · Остались в запасе: Мартыщук, П. Ковальчук, Кутас, Аржанов, Ребенок |                                          |              |                                                 |                                                                               |

### Сезон 2014/2015
- «Черноморец» Одесса (5-e место в Чемпионате Украины сезона 2013-14 гг.)

#### Квалификация
3-й квалификационный раунд Лиги Европы УЕФА
| 31 июля 2014 г. / четверг 1-й матч | РФК «Сплит» (Хорватия)                              | 2:0 протокол | «Черноморец» (Одесса)       | Хорватия, Сплит                                                       |
| 21:00 +26°C | · Рог 25′ · Белль 49′ · Багарич 71' · Ругашевич 86' | отчёт видео  | · Сиваков 72' · Аржанов 85' | Стадион: «Парк младежи» Зрителей: 1 700 Судья: Марцин Борски (Польша) |
| РФК «Сплит» (Хорватия): Вукович, Главина 75' (Эрцег 75'), Глумач, Билич 88' (Роце 88'), Радотич, Рог, Дуймович, Видович, Ругашевич, Галович , Белль 66' (Багарич 66') · Остались в запасе: Вргоч, Войнович, Загорач, Квешич · «Черноморец» (Одесса): Безотосный , Ковальчук 76' (Гречишкин 76'), Гай, Аржанов, Фомин, Шиндер 41' (Диденко 41'), Балашов 37' (Данченко 37'), Сиваков, Опанасенко, Тейку, Кутас · Остались в запасе: Паст, Путраш, Кабаев, Мартыненко |                                                     |              |                             |                                                                       |

| 7 августа 2014 г. / четверг 2-й матч | «Черноморец» (Одесса) | 0:0 протокол | РФК «Сплит» (Хорватия)                    | Украина, Одесса                                                            |
| 19:00 +30°C | · Фомин 90'           | отчёт видео  | · Глумац 13' · Радотич 80' · Дуймович 90' | Стадион: «Черноморец» Зрителей: 11 453 Судья: Хесус Хиль Мансано (Испания) |
| «Черноморец» (Одесса): Безотосный , Ковальчук 89' (Гречишкин 89'), Диденко 83' (Назаренко 83'), Гай, Аржанов, Фомин, Шиндер, Сиваков, Слинкин, Зубейко 89' (Кабаев 89'), Тейку · Остались в запасе: Мартыщук, Опанасенко, Мартыненко, Данченко · РФК «Сплит» (Хорватия): Вукович, Главина, Глумац, Билич 82' (Багарич 82'), Роце 71' (Эрцег 71'), Радотич 82' (Ибрикс 82'), Рог, Дуймович, Видович, Галович , Белль · Остались в запасе: Вргоч, Войнович,Загорац, Квешич |                       |              |                                           |                                                                            |